# قلقاناته
قلقاناته هي بلدة في مقاطعة نوبهار في ولاية نواوي في أوزبكستان.